# Philharmonia Orchestra

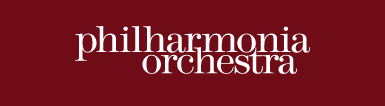
Logo

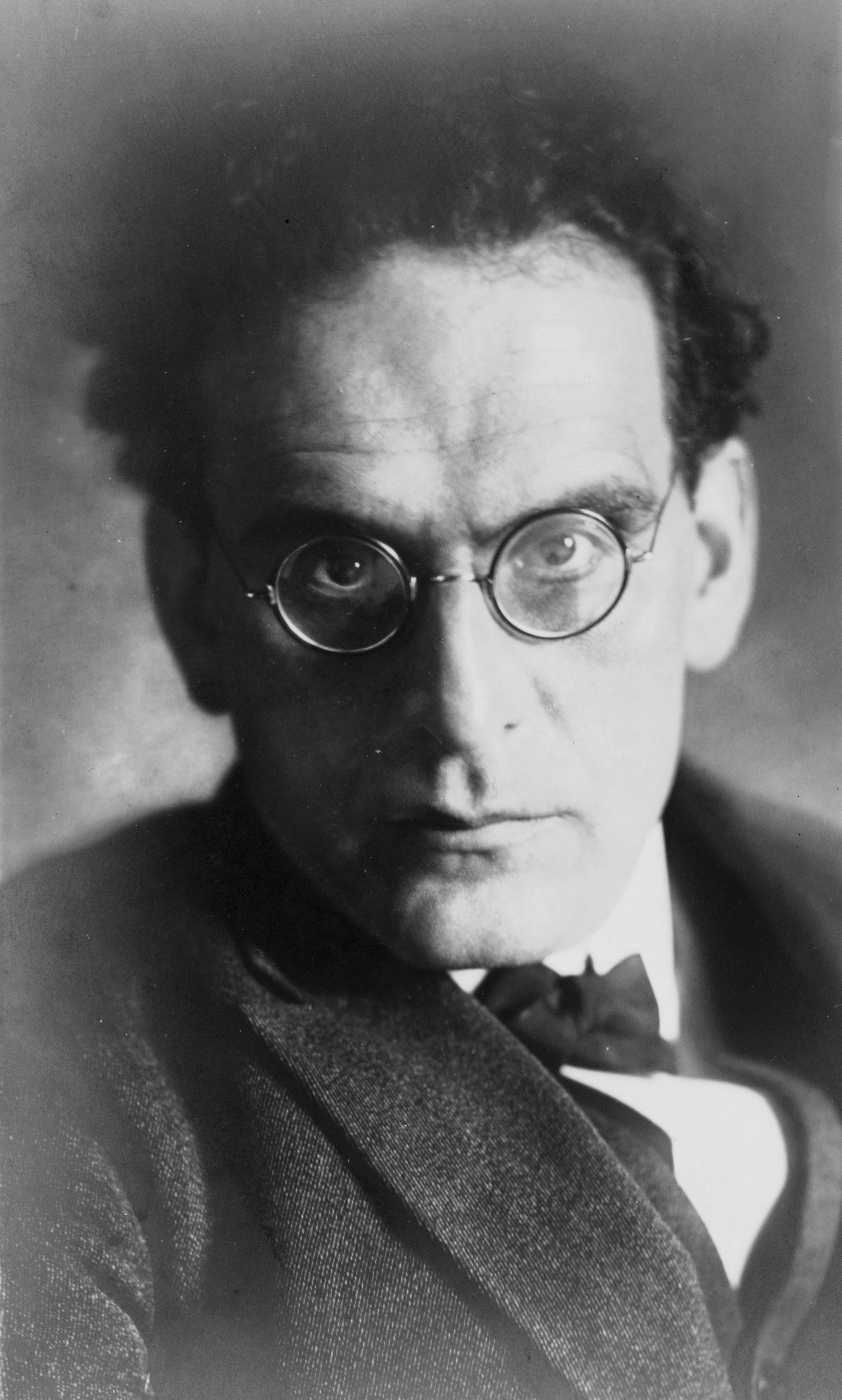
Otto Klemperer, Philharmonia Orchestras förste officielle chefsdirigent

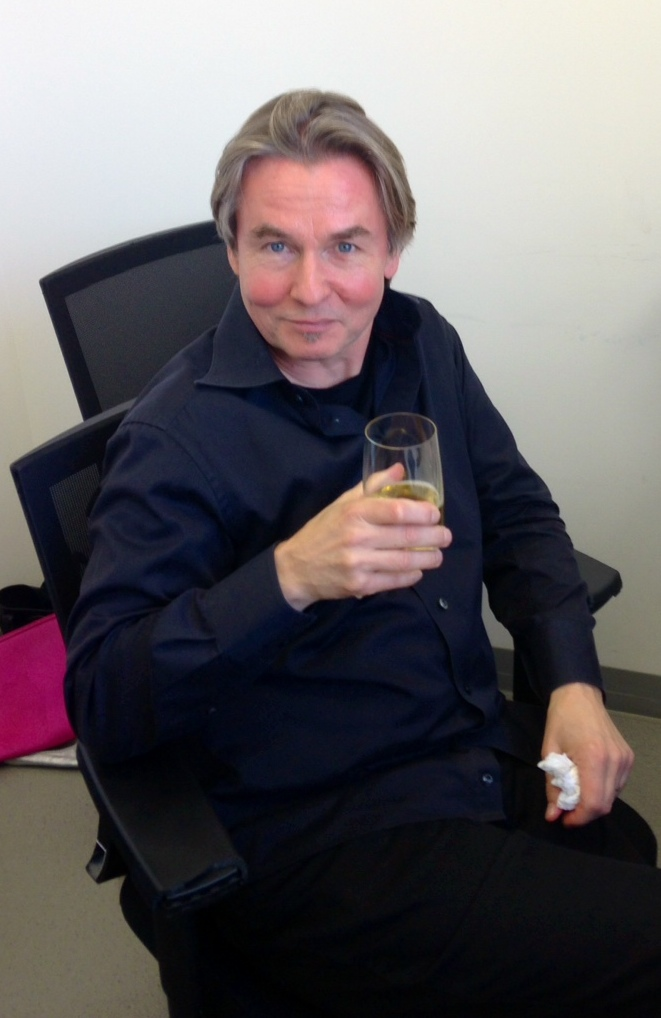
Esa-Pekka Salonen, chefsdirigent sedan 2008

Philharmonia Orchestra är en filharmonisk orkester i London, som bildades 1945 av Walter Legge (1906–1979), musikproducent vid EMI. Orkestern har sedan 1995 hållit hus i Royal Festival Hall i Londons Southbank Centre. Den spelar ofta också i De Montfort Hall i Leicester och i Corn Exchange i Bedford.
Orkestern startade som en studioorkester, men har också haft flera konsertserier. Orkestern har gjort ett stort antal skivinspelningar samt filmmusik. 

## Inspelningar
Philharmonia Orchestra är en av de filharmoniska orkestrar, som gjort flest inspelningar, fler än ett tusen, på märken som EMI, CBS Records International, Deutsche Grammophon och Naxos, samt på senare tid under eget varumärke. En av de tidigaste inspelningarna, 1947, var den sista som Richard Strauss dirigerade, inklusive Strauss ungdomsverk Burleske.

## Chefsdirigenter
- Herbert von Karajan (1948–1954, de facto)
- Otto Klemperer (1959–1973)
- Riccardo Muti (1973–1982)
- Giuseppe Sinopoli (1984–1994)
- Christoph von Dohnányi (1997–2008)
- Esa-Pekka Salonen (2008– )